# Asul de pică (film)
Asul de pică (titlul original în cehă Černý Petr = Petre cel negru alias Popa Prostu ) este o comedie-dramatică cehoslovacă realizată în 1963, dar a cărei premieră a avut loc în aprilie 1964. Filmul este realizat de regizorul Miloš Forman și face parte din curentul Noul val cehoslovac. Protagoniștii filmului sunt actorii Ladislav Jakim, Pavla Martinkova, Vladimír Pucholt. A câștigat Leopardul de aur în anul 1964 la Festivalul Internațional de Film de la Locarno

## Conținut
Tânărul ceh de 17 ani Petr, începe ucenicia la locul de muncă într-un magazin cu autoservire. Sarcina sa în primele zile este să urmărească clienții fără să fie remarcat, iar dacă cineva fură, să îl demaște. Petr suspectează un bărbat mai în vârstă iar după ce acesta iese din magazin, îl urmărește pe străzile Kolínului, dar nu are curajul să îl tragă la răspundere. Ajuns acasă, trebuie să înghită muștruluiala zilnică a tatălui său. 
După masă, Petr se întâlnește cu Pavla. În prezența ei, i se diminuează și puțina siguranță pe care o mai avea, astfel că seara la dans, are un chip jalnic. Aflându-se din nou la magazin, constată că presupusul hoț, nu este altul decât un bun cunoscut al șefului. Iar când o femeie cu adevărat fură, el foarte derutat o lasă să plece, din care cauză a rămas din nou în mână cu cartea proastă în fața șefului...

## Distribuție
- Ladislav Jakim – Petr
- Pavla Martinkova – Pavla (Asa)
- Jan Vostrcil – tatăl lui Petr
- Vladimír Pucholt – Cenek Samarad (Cenda)
- Pavel Sedláček – Sako
- Zdenek Kulhanek – Zdenek
- Frantisek Kosina – Vânzătorul
- Josef Koza – maistrul
- Bozena Matuskova – mama lui Petr
- Antonín Pokorný – hoțul
- Jaroslav Kladrubsky – magaziner
- Frantiska Skalova – clientul
- Jaroslav Bendl – Mara
- Majka Gillarova – prietena lui Pavla
- Jaroslava Razova – o fată
- Dana Urbankova – o fată
- Zuzana Oprsalova – (fără nume)
- Frantisek Prazak – prietenul lui Sako

## Premii
- 1964 Premiul Leopardul de aur la Festivalul Internațional de Film de la Locarno pentru film
- 1964 Premiul Jussi (Finlanda) pentru cel mai bun regizor străin lui Miloš Forman

## Titluri alternative
În posterul emis de Direcția Difuzării filmelor, titlul principal al filmului Asul de pică este însoțit de un titlu alternativ Petre cel Negru derivat din titlul original al filmului Černý Petr. Acesta este denumirea unui joc de cărți pentru copii, răspândit în mai multe țări sub același nume („Schwarzer Peter”, „Černý Petr”, „Fekete Péter”), fiind echivalentul jocului de cărți „Popa Prostu'” din România. În Dicționar universal de filme de T. Caranfil, filmul este trecut cu acest titlu Popa Prostu.